# Hortia regia
Hortia regia är en vinruteväxtart som beskrevs av Noel Yvri Sandwith. Hortia regia ingår i släktet Hortia och familjen vinruteväxter. Inga underarter finns listade i Catalogue of Life.